# デイ・シイ
株式会社デイ・シイ（英文社名 DC CO.,LTD. ）は、太平洋セメントグループのセメントメーカー。2003年（平成15年）10月に、第一セメント株式会社と中央商事株式会社が合併して現在の商号となった。
セメントの生産のみならず、汚染土壌の受け入れ、産業廃棄物のリサイクル、骨材の採掘、オフィスビルや住宅の賃貸なども行っている。なお、セメントの販売は親会社の太平洋セメントに委託している。

## 事業所所在地
- 本社
  - 神奈川県川崎市川崎区東田町8番地
- セメント工場
  - 川崎工場 - 神奈川県川崎市川崎区浅野町1番1号
- 骨材採掘場
  - 吉野事業所 - 千葉県君津市吉野字山田250番地

## 沿革
- 1917年（大正6年）5月 - 浅野セメント（後の日本セメント）川崎工場操業開始。
- 1941年（昭和16年）2月 - 浅野セメントと日本鋼管の出資で、日本高炉セメント株式会社発足。浅野セメント川崎工場を継承。
- 1949年（昭和24年）2月 - 第一セメント株式会社設立、川崎工場を継承。
- 1949年（昭和24年）7月 - 東京証券取引所に上場。
- 1954年（昭和29年）9月 - 中央商事株式会社設立。
- 1967年（昭和42年）6月 - 中央商事吉野事業所が操業開始。
- 1968年（昭和43年）7月 - 第一セメントが日本セメントにセメント販売を委託。
- 1981年（昭和56年）8月 - 中央商事市原事業所が操業開始。
- 1984年（昭和59年）9月 - 第一セメントが日本セメント、明星セメント、大阪セメントと共に、大日本セメント共同事業株式会社を設立。
- 1994年（平成6年）5月 - 大日本セメント共同事業解散。
- 2002年（平成14年）9月 - 第一セメントと中央商事が業務提携。
- 2003年（平成15年）10月 - 第一セメントと中央商事が合併し、株式会社デイ・シイとなる（存続会社は第一セメント[1]）。
- 2016年（平成28年）7月 - 東京証券取引所第一部上場廃止。
- 2016年（平成28年）8月 - 株式交換により太平洋セメントの完全子会社となる[2]。

## 関連企業

### 連結子会社
- デイシイ販売株式会社
- 株式会社イチコー
- DC千葉資源株式会社
- 釼持工業株式会社
- 株式会社DC環境サービス
- DCM生コンホールディング株式会社
- 第一コンクリート株式会社
- 藤沢生コン株式会社
- 野田生コン株式会社
- 大東コンクリートヒダ興業株式会社
- エバタ株式会社
- 株式会社シンセイ

### 持分法適用関連会社
- 株式会社三好商会
- 国見山資源株式会社
- 厚木生コン株式会社